# Liste der Monuments historiques in Chaintrix-Bierges
Die Liste der Monuments historiques in Chaintrix-Bierges führt die Monuments historiques in der französischen Gemeinde Chaintrix-Bierges auf.

## Liste der Objekte
| Bezeichnung | Beschreibung          | Standort                                              | Kennzeichnung | Schutzstatus | Datum | Bild |
| ----------- | --------------------- | ----------------------------------------------------- | ------------- | ------------ | ----- | ---- |
| Glocke      | Bronze, 1615 gegossen | Chaintrix, in der Kirche Nativité-de-la-Vierge (Lage) | PM51000140    | Classé       | 1908  |      |